# Heart Skips a Beat
Heart Skips a Beat è un brano musicale del cantante britannico Olly Murs, estratto come primo singolo dall'album In Case You Didn't Know. Il brano figura il featuring del duo hip hop Rizzle Kicks. Il singolo è stato pubblicato il 19 agosto 2011 ed ha debuttato alla prima posizione della classifica dei singoli più venduti nel Regno Unito, vendendo 109 000 copie nella prima settimana nei negozi.

## Tracce

### CD[6]
1. Heart Skips a Beat - 3:22
2. On My Cloud - 2:24

### EP[7]
1. Heart Skips a Beat - 3:22
2. Heart Skips a Beat (MNEK's Gimmabeat Mix) - 3:37
3. Heart Skips a Beat (PokerFace Lyndsey Club) - 5:27
4. On My Cloud - 2:24

## Classifiche
| Classifica(2011) | Posizione più alta |
| ---------------- | ------------------ |
| Austria          | 6                  |
| Canada           | 91                 |
| Repubblica Ceca  | 76                 |
| Irlanda          | 6                  |
| Lussemburgo      | 1                  |
| Paesi Bassi      | 98                 |
| Polonia          | 1                  |
| Romania          | 67                 |
| Scozia           | 2                  |
| Slovacchia       | 35                 |
| Svizzera         | 57                 |
| Regno Unito      | 1                  |